# Teoh Seng Khoon
Teoh Seng Khoon (* 8. November 1918; † 31. Juli 2018 in Ipoh) war ein malaysischer Badmintonspieler.

## Karriere
Teoh Seng Khoon gewann mit dem malaysischen Team die Erstauflage der Weltmeisterschaft für Männermannschaften, den Thomas Cup, in der Saison 1948/49.
Zum Finale begab er sich mit seinen sieben Mannschaftskameraden Chan Kon Leong, Law Teik Hock, Yeoh Teck Chye, Ooi Teik Hock, Wong Peng Soon, Lim Kee Fong, Ong Poh Lim und dem nichtspielenden Kapitän Lim Chuan Geok im Dezember 1948 auf eine 25-tägige Schiffsreise ins Vereinigte Königreich, wo die Malayen erstmals mit einem europäischen Winter konfrontiert wurden. Im Halbfinale gegen die USA siegte Teoh Seng Khoon mit seinem Partner Ooi Teik Hock sowohl gegen Clinton Stephens und Bobby Williams als auch gegen Dave Freeman und Wynn Rogers deutlich in zwei Sätzen. 
Im Finale gegen Dänemark gewannen beide erneut klar gegen Poul Holm und Ib Olesen sowie Jørn Skaarup und Preben Dabelsteen und legten damit den Grundstein für Malayas Sieg in dieser Erstauflage des Thomas Cups.
Einmal in Europa, beteiligten sich Malayas Badminton-Asse 1949 an weiteren internationalen Turnieren und Schaukämpfen. Ooi Teik Hock und Teoh Seng Khoon gewannen dabei im Herrendoppel sowohl die prestigeträchtigen All England, wo sie erneut Dave Freeman und Wynn Rogers gegenüberstanden, als auch die Denmark Open.
Nach dem Ende seiner sportlichen Laufbahn war Teoh als Funktionär im Badminton tätig.